# Apadana
Apadana (perz.: آپادانا), naziv je za veliku dvoranu i portik u perzijskim gradovima Perzepolisu i Suzi. Apadana u Perzepolisu spada u prvotne građevine kompleksa koje je dao izgraditi Darije Veliki, a završio njegov sin Kserkso I.
Henri Stierlin, povjesničar umjetnosti i arhitekture, tvrdi kako je apadana korištena za velike prijeme, bankete i ceremonije. Pojam „Apadāna“ dolazi od staroperzijskog jezika čime se označava hipostilna dvorana, odnosno dvorana s stupovima.

## Unutarnje poveznice
- Perzepolis
- Suza (Iran)
- Ahemenidsko Perzijsko Carstvo

## Vanjske poveznice
- Virtualna rekonstrukcija apadane u Perzepolisu  Arhivirana inačica izvorne stranice od 16. srpnja 2011. (Wayback Machine)
- Apadana, Orijentalni institut sveučilišta u Chicagu  Arhivirana inačica izvorne stranice od 8. srpnja 2008. (Wayback Machine)